# Castro-Stephens-Kupplung
Die Castro-Stephens-Kupplung oder Stephens-Castro-Kupplung ist eine organisch-chemische Namensreaktion. Die Reaktion wurde 1963 von den Chemikern Charles E. Castro und Robert D. Stephens entdeckt. Sie entwickelte sich bis heute zu einem wichtigen Synthesewerkzeug in der organischen Synthese und der kombinatorischen Synthese in der Medizinalchemie. 
Die Reaktion ähnelt der Rosenmund-von Braun-Reaktion (1916), in der ein Arylhalogenid mit Kupfer(I)-cyanid zum Arylnitril reagiert. Die Sonogashira-Kupplung (1975), bei der das Kupferacetylid in situ hergestellt wird und die Kreuzkupplung mit einem Palladiumkatalysator durchgeführt wird, ist als Weiterentwicklung der Stephens-Castro-Kupplung anzusehen.
Die Stephens-Castro-Kupplung erfolgt durch Umsetzung des Kupferacetylides  mit einem Arylhalogenid in Anwesenheit von Pyridin. Dabei entsteht durch Knüpfung einer Kohlenstoff-Kohlenstoff-Bindung ein  aromatisches Alkin.

## Reaktionsmechanismus
Der Reaktionsverlauf geht vom terminalen Alkin aus. Dieses wird zuerst vom Kupfer(I)-Ion durch Bildung eines π-Komplexes assoziiert. Durch den dadurch entstandenen erheblichen Elektronenmangel am Alkin wird der pKa-Wert von ca. 30 auf unter 9 gesenkt. Durch diese Aktivierung kann das Alkin im Folgeschritt deprotoniert werden; hierzu wird Pyridin verwendet. Gleichzeitig bildet sich eine Kupfer(I)-organische Verbindung, an die das Aryliodid oxidativ addiert. Die dadurch gebildete, wenig stabile Kupfer(III)-Verbindung zerfällt in einem schnellen Folgeschritt durch reduktive Eliminierung zum Arylalkin und Kupfer(I)-iodid, das als stöchiometrisches Nebenprodukt anfällt.

## Nachteile
Der Nachteil der Stephens-Castro-Kupplung besteht in den stöchiometrisch anfallenden Mengen an Kupferacetyliden, wodurch Explosionsgefahr besteht. Als weiterer Nachteil ist die Verwendung von siedendem Pyridin anzusehen. Aus diesen Gründen werden daher heutzutage die Sonogashira-Kupplung, die Stille-Kupplung oder ähnliche Reaktionen bevorzugt verwendet.